# Brian mac Murchada Ua Briain
Brian mac Murchada Ua Briain (mort en 1118) est brièvement  co-régent du royaume de Munster en 1118.

## Origine
Brian est le fils de  Murchad Ua Briain Righ Domma (héritier)  et co-roi de Munster en 1064 tué en 1068 lui même fils de l'Ard ri Erenn Donnchad mac Briain.Après la mort en 1086 de l'Ard ri Toirdelbach Ua Briain le cousin germain de son père sa succession dans le royaume de Munster est disputée entre ses trois fils Muirchertach Ua Briain, Diarmait Ua Briain et Tadg. En 1118 après la mort de Diarmait, Brian qui avait lui aussi des prétentions au trône réussi à s'imposer Toutefois Brian, le fils de  Murchad Ua Briain à la tête des Dál gCais, est tué la même année dans l'actuel comté de Cork  par Tadg mac Muiredaig meic Cárthaig, dans le cadre du conflit qui oppose désormais les O'Brien et le Mac Carthy. Amlaíb Ua hEchach est tué au même endroit et son cousin Muirchertach Ua Briain se rétablit une 3e fois sur Munster.

## Sources
- (en) Goddard Henry Orpen (Introduction de Seán Duffy), Ireland under the Normands 1169-1333, vol. IV, Dublin, Four Courts Press (réédition), 2005, 633 p. (ISBN 9781846828188), p. 211 Table of the descendants of Brian Boruma
- (en) Donnchadh Ó Corráin, Ireland before the Normans, Dublin, Gill & Macmillan, 1972, 210 p.
- (en) Francis John Byrne, Irish Kings and High-Kings, Dublin, Courts Press History Classics, 2001, 341 p. (ISBN 1-851-82-196-1).